# マーゲイ
マーゲイ（Leopardus wiedii）は、食肉目ネコ科オセロット属に分類される食肉類。種小名はドイツの探検家マクシミリアン・ツー・ヴィート＝ノイヴィートに献名して名付けられた。木登りがとても上手く、樹上生活を主とする。

## 分布
マーゲイはメキシコ北部から中央アメリカを経て、南アメリカにかけて分布し、生息域の南端はウルグアイやアルゼンチンに達する。生息地は、熱帯常緑樹林から熱帯サバンナ林や雲霧林までにかけての密林がほとんどであるが、時にはコーヒーやココアのプランテーションで見られることもある。

## 形態

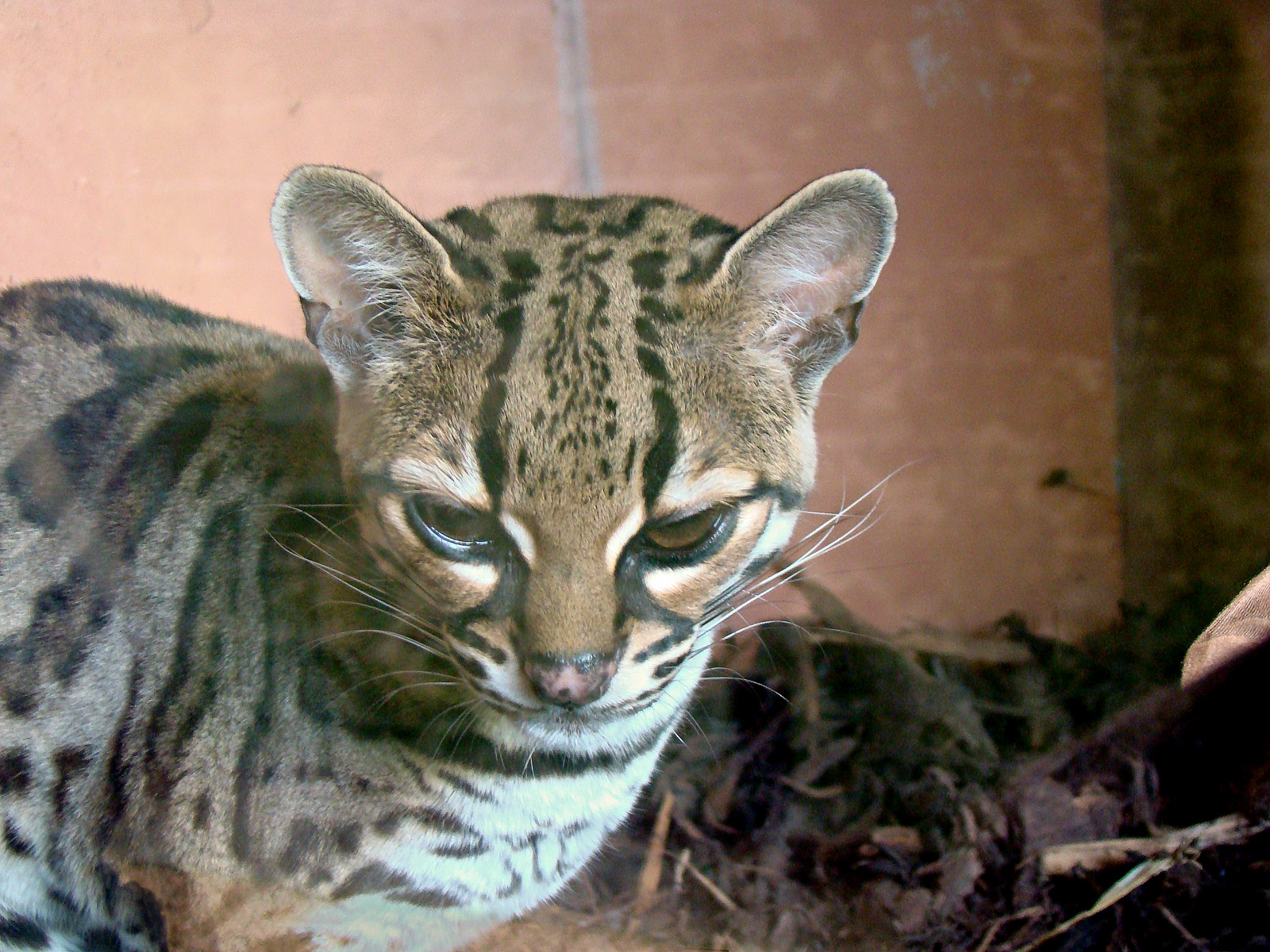
イギリス、エディンバラ動物園のマーゲイ

体長46.3-79 cm、尾長33-51 cm、肩高30-45 cm、体重は3-9 kgオセロットによく似ている。マーゲイのほうが頭がやや小さく、目が大きく、尻尾と脚が長く、尻尾の模様も違う。暗褐色の大きく美しい目を持つ。雌は雄より体が小さい。他のネコ科の動物と違い、雌の乳頭が2つしかない。
体毛は黄褐色または灰褐色で、腹の方は色が薄い。全身に縁が黒く中が褐色の斑や黒のみの斑があり、それらが縦方向に並ぶ。しっぽには特に多くの斑があり、先端は黒い。耳の後ろは黒く中央に白く丸い模様がある。後足を回して反転させられるので、頭から木を駆け下りることができる。ネコ科の動物の中で後足を反転できる種はマーゲイの他にウンピョウだけである。また、前足でも後足でも木の枝を掴むことができ、一本足で枝からぶら下がったりできる。

## 分類
現在のところ、以下の10亜種が確認されている。
- Leopardus wiedii wiedii ブラジル東部と中央部、パラグアイ、ウルグアイ、アルゼンチン北部。
- Leopardus wiedii amazonicus ブラジル西部、ペルー内陸部 、コロンビア、ベネズエラ。
- Leopardus wiedii boliviae ボリビア。"ocelittle"としても知られる。
- Leopardus wiedii cooperi メキシコ北部。
- Leopardus wiedii glauculus メキシコ中央部。
- Leopardus wiedii nicaraguae ホンジュラス、ニカラグア、コスタリカ。
- Leopardus wiedii oaxacensis メキシコ南部
- Leopardus wiedii pirrensis パナマ、コロンビア、エクアドル、ペルー。
- Leopardus wiedii salvinius チアパス州、グアテマラ、エルサルバドル。
- Leopardus wiedii yucatanicus ユカタン州。

## 生態

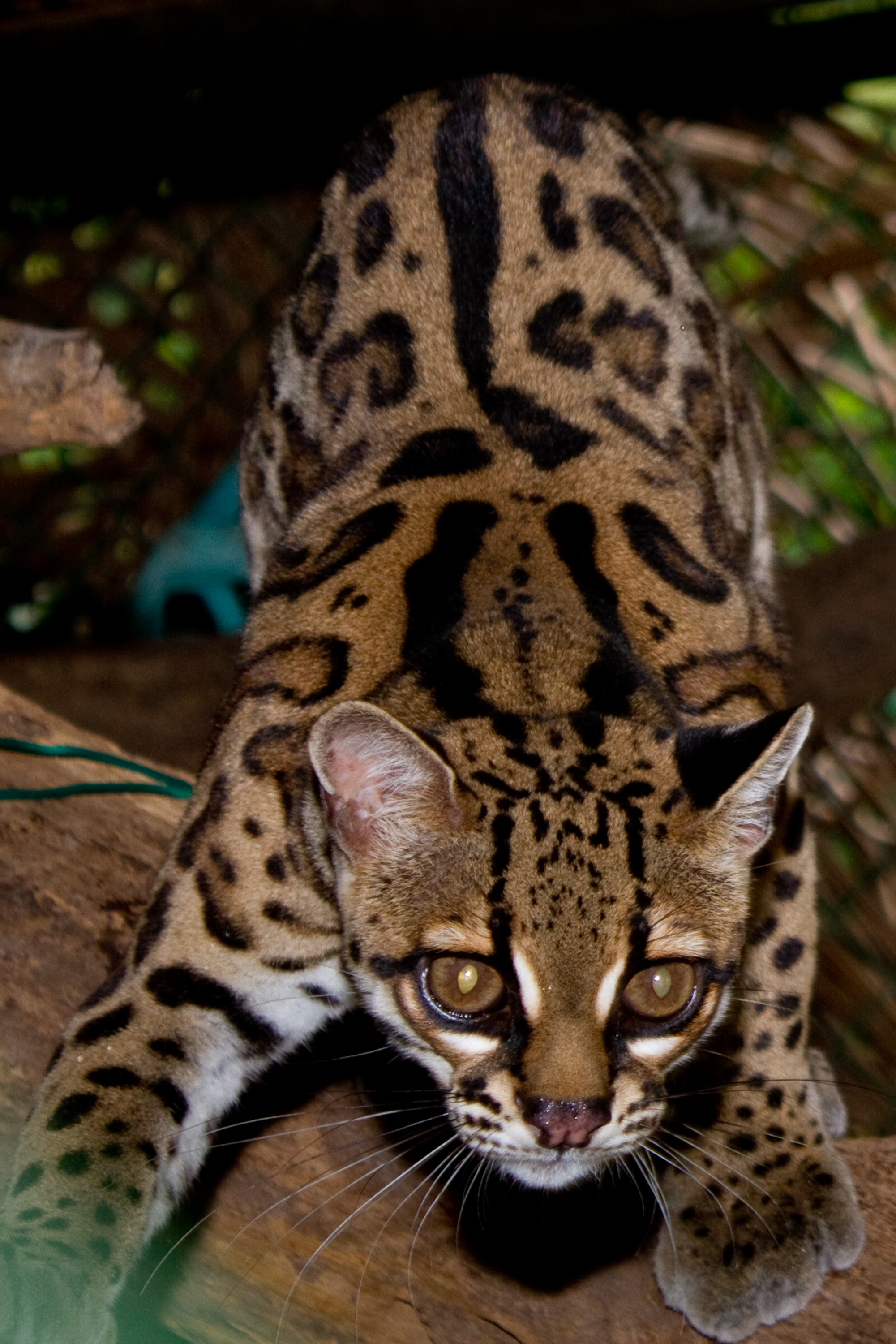
パナマ、市営サミット自然公園のマーゲイ

ネコ科の動物の中では飛び抜けて木登りが上手い。その能力からツリーオセロット (tree ocelot) と呼ばれることがある。夜行性で、繁殖期以外は単独で生活する。オセロットが普通地上で獲物を追いかけるのに対してマーゲイはもっぱら樹上で生活し、狩りも樹上で行う。
妊娠期間は約83日。1度の出産で産む仔は1匹、たまに2匹と、他の小型のネコ類に比べて非常に少ない。
獲物となる動物の一種を引き寄せるため、その鳴き声をまねすることが報告されている。南米に生息するオマキザル科の一種であるフタイロタマリンの成獣グループが近くにいた時、マーゲイがその子供の声真似をする姿が発見された。その時のマーゲイはフタイロタマリンの捕獲に成功しなかったが、この報告は新熱帯区の捕食動物が狩りにある種の攻撃擬態を用いることを初めて示した。

### 食性
マーゲイは夜行性であるため、彼らの野生の生活環境に出会えることは稀である。そのため、食性は胃の内容物や糞の調査を基に研究されている。主食は樹上で生活するネズミ類やリスなどのげっ歯類。他にもオポッサム、小型のサル、トカゲ類、鳥類、タマゴ、アマガエル、昆虫、果実などを食べる。 草などの植物を食べることもあるが、これは消化を助けるためだと考えられている。2006年の報告では、野生のマーゲイは樹上のみで狩りを行う姿が観察された。時には地上で狩りを行うこともあり、地上に生息するヨシネズミやモルモットを食べるという報告もなされている。